# 킴벌리 보스
킴벌리 보스(네덜란드어: Kimberley Bos, 1993년 10월 7일~)는 네덜란드의 스켈레톤 선수로 2022년 동계 올림픽 여자부 동메달을 획득했다. 또한 세계 선수권 대회에서 은메달 1개, 유럽 선수권 대회에서 금메달 1개를 획득했고 스켈레톤 월드컵에서 종합 우승 2회를 차지했다.